# Jack Maxsted
Jack Maxsted, de son vrai nom John Albert Maxted, est un directeur artistique britannique né le 30 avril 1916 à Kingston upon Thames (Angleterre) et mort en septembre 2001 à Bath (Angleterre).

## Filmographie partielle
- 1952 : Trois Dames et un as (The Card) de Ronald Neame
- 1954 : L'Homme au million (The Million Pound Note) de Ronald Neame
- 1963 : Lancelot chevalier de la reine (Lancelot and Guinevere) de Cornel Wilde
- 1963 : Jason et les Argonautes (Jason and the Argonauts) de Don Chaffey
- 1964 : Becket de Peter Glenville
- 1965 : Les Héros de Télémark (The Heroes of Telemark) d'Anthony Mann
- 1966 : Le Gentleman de Londres (Kaleidoscope) de Jack Smight
- 1969 : La Bataille d'Angleterre (Battle of Britain) de Guy Hamilton
- 1971 : Les diamants sont éternels (Diamonds Are Forever) de Guy Hamilton
- 1971 : Nicolas et Alexandra (Nicholas and Alexandra) de Franklin J. Schaffner
- 1973 : Papillon de Franklin J. Schaffner
- 1976 : Buffalo Bill et les Indiens (Buffalo Bill and the Indians, or Sitting Bull's History Lesson) de Robert Altman

## Distinctions
- Oscars 1972 : Oscar des meilleurs décors pour Nicolas et Alexandra